# Charlotte Amalie Koren
Charlotte Amalie Koren (22. februar 1831 i Nes på Romerike—11. maj 1910 i Kristiania) var en norsk forfatterinde. 
Charlotte Amalie Koren  var 1868—84 lærerinde, men levede senere som forfatterinde dels i Norge, dels i udlandet, fornemmelig i England, fra hvis historie hun har hentet stoffet til en lang række af sine romaner — blandt andet om Maria Stuart og Elisabeth —, som har vundet adskillig popularitet, mere ved deres romantiske indhold, bygget på flittig historisk læsning, end ved kunstneriske egenskaber.